# Paučje
Paučje is een plaats in de gemeente Levanjska Varoš in de Kroatische provincie Osijek-Baranja. De plaats telt 64 inwoners (2001).